# Маш (приток Сарса)
Маш — река в России, протекает по территории Октябрьского района Пермского края. Устье реки находится в 80 км по правому берегу реки Сарс. Длина реки — 17 км, площадь водосборного бассейна — 215 км².
В 14 км от устья по левому берегу впадает река Тавда.

## Данные водного реестра
По данным государственного водного реестра России относится к Камскому бассейновому округу, водохозяйственный участок реки — Уфа от Нязепетровского гидроузла до Павловского гидроузла, без реки Ай, речной подбассейн реки — Белая. Речной бассейн реки — Кама.
Код объекта в государственном водном реестре — 10010201112111100022982.